# 430 (číslo)
Čtyři sta třicet je přirozené číslo. Následuje po číslu čtyři sta dvacet devět a předchází číslu čtyři sta třicet jedna. Římskými číslicemi se zapisuje CDXXX a řeckými číslicemi υλ.

## Matematika
430 je:
- Deficientní číslo
- Složené číslo
- Nešťastné číslo

## Astronomie
- (430) Hybris je planetka hlavního pásu, kterou objevil v roce 1897 Auguste Charlois

## Roky
- 430
- 430 př. n. l.